# Cratere Rosse
Rosse è un cratere lunare di 11,43 km situato nella parte sud-orientale della faccia visibile della Luna.